# Schloss Hochhausen

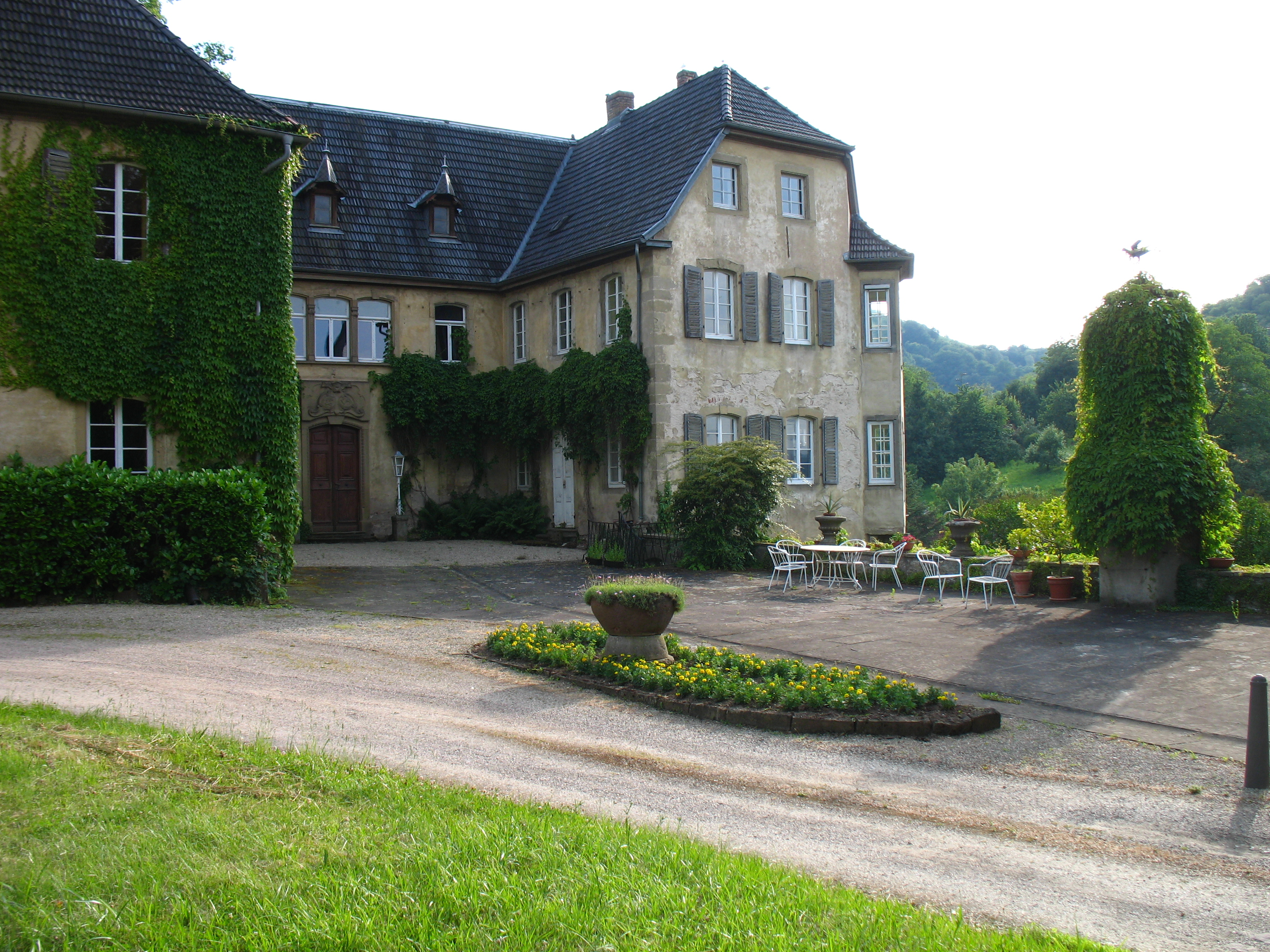
Schloss Hochhausen, Blick Richtung Westen

Schloss Hochhausen ist ein 1752 errichtetes barockes Schloss, das aus einer mittelalterlichen Burg hervorgegangen ist. Es liegt am linken Hang des Neckars im Dorf Hochhausen im Neckar-Odenwald-Kreis in Baden-Württemberg. Das Schloss ist bewohnt und wird als Pension geführt.

## Geschichte
1228 wird in einer bischöflich-speyerischen Urkunde mit Volknand von Hochhausen erstmals ein Ortsadliger genannt. Ob der Adelssitz bereits an Stelle des heutigen Schlosses lag, oder etwa 1400 m weiter südlich, am sehr gut erhaltenen Burgstall in der Flur „Burgstädtle“, ließ sich bisher noch nicht klären.

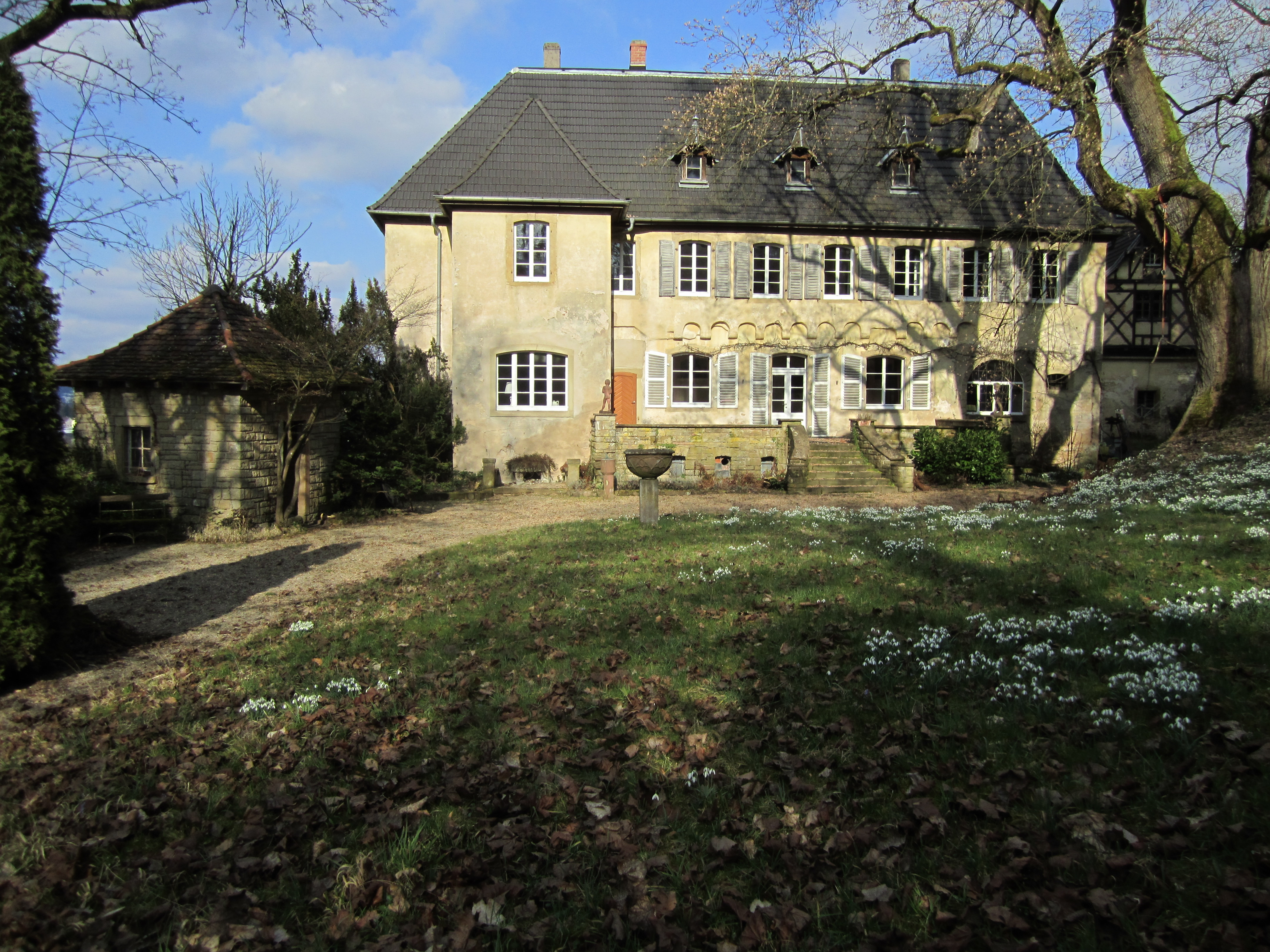
Schloss Hochhausen, Blick Richtung Nordosten, Fassade mit Rundbogenfries

Der Kern des heutigen Schlosses geht mindestens bis in das 15. Jahrhundert zurück, wofür der gartenseitig erhaltene Rundbogenfries spricht. Erstmals schriftlich erwähnt wird ein Schloss in Hochhausen im Jahr 1499, in einer Urkunde der Familie Horneck von Hornberg zu Hochhausen, die spätestens im 14. Jahrhundert den Ort als Lehen vom Kloster Weißenburg erhalten hatte. Angehörige dieser Familie waren im Spätmittelalter als „Fehdeunternehmer“ bekannt, die an einer Vielzahl kriegerischer Auseinandersetzungen beteiligt waren.
Kloster Weißenburg verarmte mit der Zeit und wurde 1545/46 mit dem Hochstift Speyer vereinigt. Aus diesem Grund wurden die Speyerer Bischöfe zu den neuen Lehnsherren im Ort, obwohl die Hochhausener Linie der Horneck von Hornberg – und damit auch der Großteil ihrer Untertanen – kurz zuvor zum lutherischen Glauben übergetreten waren. Als die evangelische Linie zu Hochhausen 1740 ausstarb, ging der Ort an den bayerischen Zweig der Familie über, der zum katholischen Glauben zurückgekehrt war. Die konfessionellen Streitigkeiten mit der evangelischen Bevölkerungsmehrheit, die in der Notburgakirche in Hochhausen bis zum Herausreißen der Seitenaltäre und dem Überstreichen von Gemälden führten, aber auch die relativ geringen Einkünfte, die sich vor Ort erwirtschaften ließen, bewogen die Familie zum Verkauf, womit das Hochstift Speyer das Lehen 1748 zurücknahm.
Um die mit der Ortsherrschaft verbundene Blutgerichtsbarkeit deutlich zu machen, ließ der Bischof von Speyer nach der Übernahme des Ortes einen Galgen errichten. Dieser war wohl für die Flur „Blutbaum“ namensgebend, die oberhalb des Ortes am Waldrand am Weg nach Kälbertshausen liegt.
In den Jahren um 1750 tauschten Damian Hugo von Helmstatt (1719–1782) und sein Bruder Johann Ferdinand Josef von Helmstatt (1727–1803) ihren durch mehrfache Kriegseinwirkung stark beschädigten Besitz in Oberöwisheim gegen das Lehen in Hochhausen ein. Auf diese Weise konnte ein alter Prozess zwischen den Herren von Helmstatt und dem Domkapitel von Speyer beigelegt werden, bei dem um Größe und Art des Mühlenbannes in Oberöwisheim gestritten wurde. Die Herren von Helmstatt waren ein altes Kraichgauer Adelsgeschlecht, das vom Ende des 14. und bis zum Beginn des 16. Jahrhunderts mehrere Bischöfe von Speyer stellte.

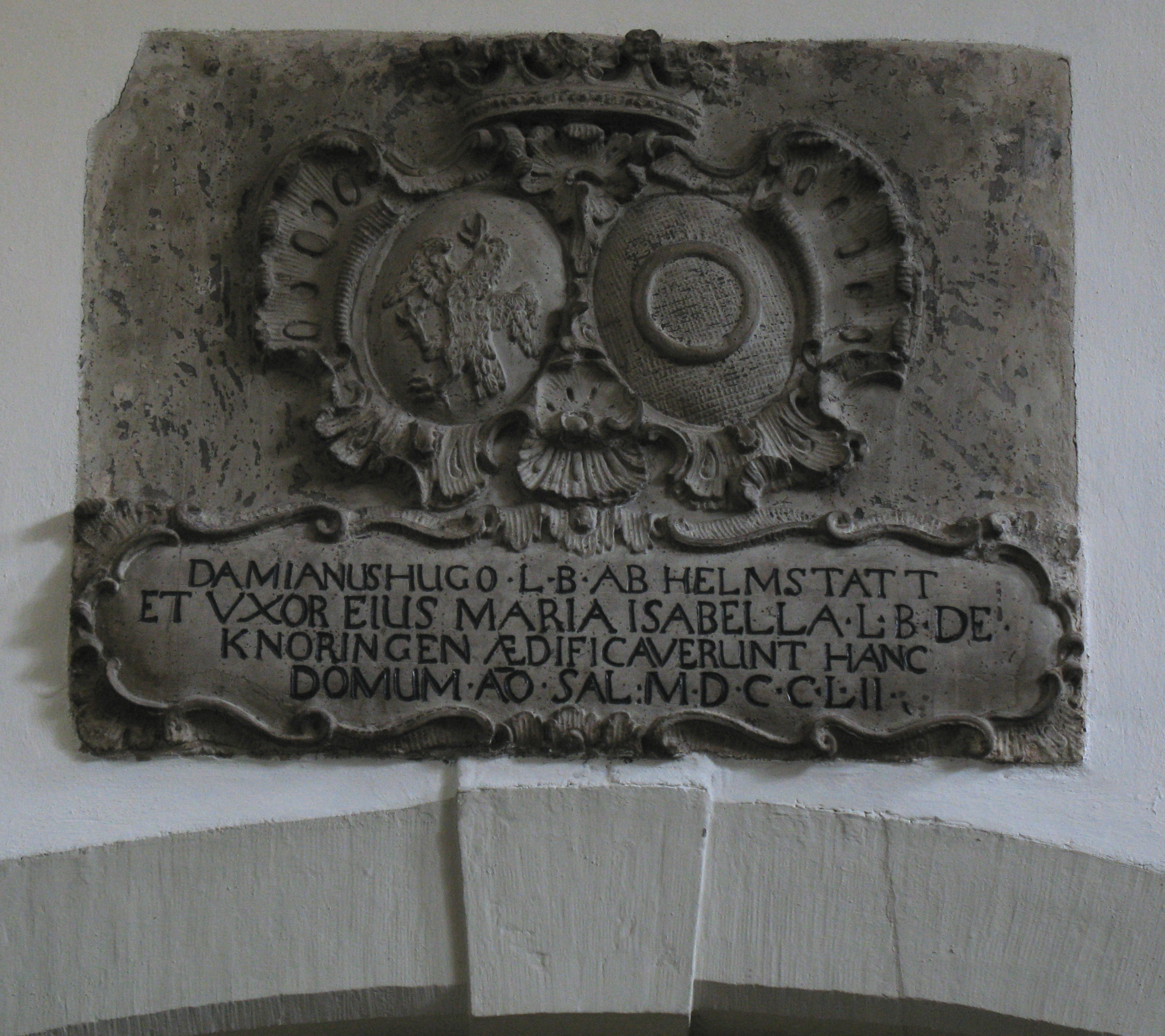
Ehewappen von Damian Hugo von Helmstatt und Isabella von Knöringen im Schloss Hochhausen, das den barocken Umbau von 1752 dokumentiert

1752 wurde das Schloss barockisiert, wie sich auch am Ehewappen von Damian Hugo von Helmstatt und Isabella von Knöringen am ehemaligen Eingangsportal ablesen lässt.
Damian Hugos ältester Sohn Franz Ludwig von Helmstatt (1752–1841) wurde in Hochhausen geboren und begründete damit die Hochhausener Linie der Familie Helmstatt. 1773 wurde er vom kinderlosen Grafen Bleickart Maximilian Augustin, dem Vertreter des lothringischen Zweigs der Herren von Helmstatt adoptiert, wodurch der Grafentitel auch auf den Hochhausener Ast überging. 1815 errichtete er die ca. 400 m südwestlich vom Schloss gelegene katholische Kirche, in der sich auch die Grablege der Familie befindet.
Raban (1844–1932) fügte 1895 durch Verkürzung des Ehrenhofes die zweigeschossige Eingangshalle an.
Seit den 50er Jahren wird das Schloss von der Familie von Helmstatt als Pensionsbetrieb geführt.

## Lage
Die Anlage liegt auf einem nach Norden gerichteten niedrigen Geländesporn, ca. 165 m ü. NN, etwa 130 m südwestlich und ca. 20 m oberhalb des Neckars, begrenzt durch das Neckartal im Nordosten und den senkrecht abfallenden Hang das Kapellentals im Nordwesten, in dem das Dorf Hochhausen liegt. Den äußersten (nördlichen) Bereich des Geländesporns bildet ein Vorplatz, der nach Südwesten durch das Schloss und nach Südosten durch einen Vierseithof begrenzt wird. Ein naturnaher kleiner Park, bzw. Garten schließt sich hangparallel an die beiden Gebäude an, jeweils ca. 110 m entlang der beiden Täler.

## Beschreibung
Die zweistöckige Dreiflügelanlage umfasst eine Fläche von ca. 40 × 30 m. Der Ehrenhof öffnet sich zum Neckar hin. Der Gesamteindruck des Schlossbaus wird durch die Umbauten von 1752 in einem zurückhaltenden Barockstil bestimmt, insbesondere durch die regelmäßige Fensterabfolge mit einheitlich gestalteten Stichbogenfenstern.
Stellenweise sind noch vorbarocke Bauelemente zu finden, wie z. B. der nach Norden weisende zweistöckige Eckerker. Von der mittelalterlichen Burg ist gartenseitig ein Rundbogenfries erhalten geblieben. An dieser Gebäudeseite spiegelt sich der ursprüngliche Wehrcharakter auch in der Mauerstärke wider, die bis zu 2 m beträgt. Auch der unregelmäßige Grundriss zeugt vom mittelalterlichen Ursprung des Gebäudes.
Durch das Hauptportal im Ehrenhof betritt man das 1895 erbaute Vestibül, das sich über beide Stockwerke erstreckt. Ein breiter Treppenaufgang führt von hier aus zu einer auf drei Seiten umlaufenden Galerie im Obergeschoss, an die sich die Gänge und Zimmer der Beletage anschließen. Die Räume des Schlosses sind weitgehend modernisiert.